# Skat-Weltmeisterschaft
Die Skat-Weltmeisterschaft wird vom Weltskatverband ISPA seit 1978 alle zwei Jahre an wechselnden Orten ausgetragen. Sie wechselt sich turnusmäßig mit der Skat-Europameisterschaft ab, die seit 1979 vom selben Verband ausgerichtet wird. Neben dem Titel des Skat-Weltmeisters wird ferner eine Damenweltmeisterin, ein Jugendweltmeister, ein Seniorenweltmeister und eine Seniorenweltmeisterin ausgespielt.
Darüber hinaus gibt es seit 1980 jeweils eine Wertung für die beste Mannschaft und das beste Mixed-Team.
Des Weiteren wurde ab 1992 eine Nationenwertung eingeführt.

## Bisherige Meisterschaften
| Jahr | Austragungsort              | Herren              | Land | Damen              | Land | Mannschaft           | Land | Nationenpreis      |
| ---- | --------------------------- | ------------------- | ---- | ------------------ | ---- | -------------------- | ---- | ------------------ |
| 2024 | Costa Diadema im Mittelmeer | Frank Dreyer        | GER  | Angelika Pullig    | GER  | Team Genesis         | GER  | Deutschland        |
| 2022 | Edmonton                    | Deni Lazicic        | GER  | Angelika Pullig    | GER  | ISPA WORLD + Freunde | -    | Team International |
| 2018 | Berlin                      | Maik Neumann        | GER  | Carmen Schulze     | GER  | BABEDA               | GER  | Niederlande        |
| 2016 | Las Vegas                   | Rolf Schnier        | BEL  | Tina Halke         | GER  | 1. SC Dieburg        | GER  | Kanada             |
| 2014 | Asunción                    | Hans-Jürgen Neubert | GER  | Ina Hoffman        | GER  | Hagen International  | GER  | Deutschland        |
| 2012 | Karpacz                     | Andreas Backhaus    | GER  | Carmen Schulze     | GER  | Loibi                | GER  | Deutschland        |
| 2010 | Kapstadt                    | Alfred Flöck        | GER  | Claudia Then       | GER  | Hagen International  | GER  | Deutschland        |
| 2008 | Calpe                       | Adam Kołodziejczyk  | POL  | Angelika Pullig    | GER  | DEUMA Team           | GER  | Kanada             |
| 2006 | Nassau                      | Bernd Uhl           | GER  | Angelika Pullig    | GER  | Hagen International  | GER  | Kanada             |
| 2004 | Pucón                       | Dirk Paßmann        | GER  | Angelika Pullig    | GER  | TMG Reiseteam        | GER  | Deutschland        |
| 2002 | Grömitz                     | Andreas Backhaus    | GER  | Angelika Pullig    | GER  | Skatfreunde Hamm     | GER  | Belgien            |
| 2000 | Magalluf                    | Wolfgang Skusa      | GER  | Claudia Then       | GER  | Merkur Spielothek    | GER  | Deutschland        |
| 1998 | Windhoek                    | Walter Schneider    | GER  | Alexandra Degener  | GER  | Hagen International  | GER  | Deutschland        |
| 1996 | Clearwater                  | Gerd Raschke        | GER  | Beate Lochschmid   | GER  | Hagen International  | GER  | Deutschland        |
| 1994 | München                     | Dietmar Fritz       | GER  | Martha Prickartz   | GER  | Jogi Team Baesweiler | GER  | Deutschland        |
| 1992 | Montreal                    | Detlef Plewnia      | GER  | Ellen Schüler      | GER  | Mittelrhein Koblenz  | GER  | Deutschland        |
| 1990 | Surfers Paradise            | Peter Pekarek       | GER  | Hanni Gnadl        | GER  | Skatfreunde Hamm     | GER  | –                  |
| 1988 | Grächen                     | Reinhold Wynands    | GER  | Margit Braun       | GER  | Herz Dame Aachen     | GER  | –                  |
| 1986 | Johannesburg                | Manfred Grothe      | GER  | Angelika Krüger    | GER  | Ritzendorf Dortmund  | GER  | –                  |
| 1984 | Dortmund                    | Ludger Brinkschulte | GER  | Irene Raatz        | GER  | Herthie Hamm         | GER  | –                  |
| 1982 | Kitchener                   | Dieter Honsel       | GER  | Gerti Lacher       | GER  | Böse Buben Untermain | GER  | –                  |
| 1980 | Sydney                      | Willi Knack         | GER  | Gerti Lacher       | GER  | Herz Bube Aachen     | GER  | –                  |
| 1978 | Anaheim                     | Helmut Voss         | GER  | Marianne Kaseckert | GER  | –                    | –    | –                  |